# Fußballauswahl von Sápmi
Die Fußballauswahl von Sápmi repräsentiert das Volk der Samen, das im Norden Norwegens, Schwedens, Finnlands und Russlands lebt. Der Fußballverband Lapplands ist weder Mitglied des Weltfußballverbandes FIFA noch des europäischen Fußballverbandes UEFA. Daher nimmt die Mannschaft auch nicht an Qualifikationsspielen zu Weltmeisterschaften und Europameisterschaften teil.
Die Fußballauswahl Lapplands hat seit 1985 einige nichtoffizielle Spiele bestritten, davon 1986 eines gegen die Olympiamannschaft der DDR. Die einzigen Spiele gegen offizielle Nationalmannschaften bestritt Sápmi gegen Estland.
Seit 2013 ist der Fußballverband von Sápmi Mitglied des CONIFA. Sápmi siegte im Viva World Cup 2006 bei Spielen gegen die Okzitanische Fußballnationalmannschaft und die Monegassische Fußballnationalmannschaft.

## Wettbewerbe

### Teilnahme am Viva World Cup
| Jahr | Ort        | Platzierung     |
| 2006 | Okzitanien | Gewinner        |
| 2008 | Lappland   | 3. Platz        |
| 2009 | Padanien   | 3. Platz        |
| 2010 | Gozo       | keine Teilnahme |
| 2012 | Kurdistan  | keine Teilnahme |

### CONIFA-Europafußballmeisterschaft
| Jahr | Ort                    | Platzierung          |
| 2015 | Debrecen (Szeklerland) | ersetzt durch Monaco |
| 2017 | Nordzypern             | keine Teilnahme      |
| 2019 | Republik Arzach        | 7. Platz             |

### CONIFA-Weltfußballmeisterschaft
| Jahr | Ort                    | Platzierung            |
| 2014 | Östersund (Sápmi)      | 10. Platz              |
| 2016 | Abchasien              | 5. Platz               |
| 2018 | Vereinigtes Königreich | keine Teilnahme        |
| 2020 | Skopje, Nordmazedonien | Veranstaltung abgesagt |

## Spieler
2009
- (GK) Kjetil Thomassen, Tverrelvdalen
- (GK) Kristian Bergtald, Nordpoolen
- Mikal Eira, Kautokeino
- Ole Mathis Vesterheim Hætta, Sørøy/Glim
- Tony Molund Johansen, Skarp
- Jon Andreas Eira, BUL
- Matti Eira, BUL
- Espen Bruer, Kirkenes
- Eivind Blix, Kirkenes
- Kenneth Berg, Kirkenes
- Daniel Reginiussen, Alta IF
- Svein Ove Thomassen, Tverrelvdalen
- Nils Mikael Bueng, Porsanger
- Jens Andersson, Luleå
- Per Anders Pokka, Kiruna
- Iesper Igualikinja, Råsunda IF
- Jan Egil Brekke, Alta IF
- Erik Sandvärn, Umeå
- Tor Martin Mienna, Nordreisa IL